# يان جونز
يان جونز (بالإنجليزية: Ian Jones)‏ (و. 1967 – م) هو لاعب اتحاد الرغبي، من نيوزيلندا.

## جوائز
حصل على جوائز منها:
- نيشان الاستحقاق لنيوزيلندا.

## روابط خارجية
- يان جونز على موقع دوري الرغبي الممتاز (الإنجليزية)
- يان جونز عل موقع إسبنسكروم (الإنجليزية)
- يان جونز على موقع ItsRugby.co.uk (الإنجليزية)